# يان كوتو
يان كوتو (مواليد 3 يونيو 2002) هو لاعب كرة قدم برازيلي يلعب في مركز الظهير الأيمن مع نادي بوروسيا دورتموند في الدوري الألماني على سبيل الإعارة من نادي مانشستر سيتي، ويلعب أيضًا مع المنتخب البرازيلي.

## روابط خارجية
- يان كوتو على موقع قاعدة بيانات كرة القدم.إي يو (الإنجليزية)
- يان كوتو على موقع ليكيب (الفرنسية)
- يان كوتو على موقع ناشيونال فوتبول تيمز (الإنجليزية)
- يان كوتو على موقع Soccerbase.com (لاعب) (الإنجليزية)
- يان كوتو على موقع Soccerway.com (الإنجليزية)
- يان كوتو على موقع عالم كرة القدم.نت (الإنجليزية)
- يان كوتو على موقع AS.com (الإسبانية)